# پیواگابین
پیواگابین (INN؛ با نام تجاری Tonerg)، همچنین به عنوان N-پیوالوئیل-γ-آمینوبوتیریک اسید یا N-پیوالوئیل-گابا نیز شناخته می‌شود، یک داروی ضدافسردگی و ضداضطراب است که در سال ۱۹۹۷ برای درمان افسردگی و سندرم ناسازگارانه در ایتالیا معرفی شد؛ اما عرضه آن همکنون در ایتالیا متوقف شده‌است. در ابتدا اعتقاد بر این بود که این دارو به عنوان یک پیش دارو به گابا عمل می‌کند، اما در حال حاضر اعتقاد بر این است که از طریق مدولاسیون فاکتور آزاد کننده کورتیکوتروپین (CRF) عمل می‌کند.